# Оскар II
Оскар II (швед. Oscar II; 21 січня 1829, Стокгольм — 8 грудня 1907, Стокгольм) — король Швеції від 1872 до 1907 та Норвегії від 1872 до 1905 року. Походив з династії Бернадотів. Син Оскара I та Жозефіни Лейхтенберзької. Правив після свого брата Карла XV.

## Життєпис

### Внутрішня політика
Політичне життя Швеції перетворилося на своєрідну окопну війну між двома палатами парламенту. Вимоги Першої палати щодо зміцнення обороноздатності країни й розширення державного апарату аж ніяк не узгоджувалися з вимогами Другої палати щодо суворої економії. Друга палата виступала також проти всяких асигнувань і наполегливо вимагала скасувати земельні податки. Всі законопроєкти реформ наштовхувалися на протиріччя між палатами.
Компромісу досягнуто тільки 1892 року з вирішенням питань про земельні податки та оборону. На пропозицію прем'єр-міністра Е. Ґ. Бустрема поступово почали скасовувати земельні податки і запроваджувати нову оборонну систему. Пізніше цю систему було закріплено Законом про оборону 1901 року, який остаточно поклав край утриманню армії в мирний час за рахунок населення, запровадженому ще за часів Карла XI, і утворив призовне військо з терміном служби 240 днів.
Але в 1880-ті роки у шведській політиці з'явилися нові проблеми. Почалася криза в сільському господарстві внаслідок падіння світових цін на зерно. Вимоги селян запровадити мито на ввезення зерна, щоб захистити їх від падіння цін, були підтримані представниками дедалі потужнішої промисловості, яким спершу було важко конкурувати з давнішими і краще розвинутими галузями європейської промисловості. 1888 року було запроваджене захисне мито на зерно й окремі промислові товари, яке ще вдосконалювалося протягом наступних років.
Разом з тим проблема мита привела до розколу в партії сільських господарів, що віднедавна мала більшість у Другій палаті. Зростали також вимоги щодо загального рівного виборчого права, які вилилися в позапарламентські демонстрації, так звані «народні риксдаги» 1890-х років. Поширювався й міцнішав робітничий рух, який у 1889 р. оформився політично через створення соціал-демократичної партії. Це дало поштовх до створення політичних організацій і в риксдазі, і поза ним. 1900 року була утворена ліберальна коаліційна партія як парламентська фракція, а 1902 року — її головна організація «Всенародна спілка вільнодумців». Зі свого боку для підтримки парламентських консервативних партій 1904 року утворено «Загальну спілку виборців». Все це лягло в основу політичних партій, які й досі відіграють велику роль у політичному житті Швеції.

### Стосунки з Норвегією
Політична історія Швеції за правління Оскара II позначена конфліктами всередині унії, які 1905 року призвели до її скасування. Для першої фази цього періоду характерні ненастанні спроби Оскара II зміцнити свою владу в Норвегії; для другої — боротьба норвежців за створення власного міністерства зовнішніх справ, а також — незалежної консульської системи.
Невдовзі після обрання Оскара II королем 1872 року вимога норвежців про цілковите парламентське правління знайшла своє втілення в законі, який дозволяв міністрам брати участь у сесіях стортингу, що фактично робило їх відповідальними перед стортингом, а не перед королем. Оскар II відмовився затвердити цей закон. І хоч у стортингу цей закон приймали тричі — 1874-го, 1877-го і 1880 року — король відмовлявся затвердити його, заявляючи, що йдеться про зміну конституції, а в цьому випадку, як він вважав і як це було прийнято в Швеції, король мав право абсолютного, а не тимчасового вето.
Норвезького прем'єр-міністра, який погодився з ухвалою короля, притягнено до відповідальності перед Державним судом. Оскільки суд став на бік стортингу і 1884 року оголосив консервативний уряд Норвегії усунутим, Оскар II змушений був погодитись на уряд, утворений соціал-ліберальною більшістю стортингу. Отже норвезький парламентаризм здобув рішучу перемогу.
А проте, нових проблем не довелося довго чекати. Хоч Норвегія 1884 року здобула цілковиту внутрішню автономію, за кордоном її представляли шведсько-норвезький король або його офіційні службовці від шведського міністерства зовнішніх справ. Це було останньою перешкодою на шляху до цілковитої рівності Норвегії зі Швецією, й відтоді на порядку денному унії стало саме питання про представництво Норвегії за кордоном.
Реформа 1885 року розширила повноваження шведського риксдагу в сфері контролю над зовнішньою політикою. Ця, властиво, демократична реформа мала фатальні наслідки. Норвезька зовнішня політика, яку здійснював спільний король через шведське міністерство зовнішніх справ, підпала під ще більшу залежність від чисто шведських урядовців. Тож норвежці почали ще наполегливіше вимагати своєї власної зовнішньополітичної інституції на чолі з норвезьким міністром закордонних справ. Саме зробивши цю вимогу головною у своїй політичної платформі, норвезька соціал-ліберальна партія на виборах 1891 року здобула переконливу перемогу. Але соціал-ліберальний уряд, на який змушений був погодитися Оскар II, не підіймав цього питання, воліючи висунути скромнішу вимогу щодо утворення норвезької консульської служби. Та навіть цю вимогу Оскар II відхилив, улягаючи сильному опорові шведів. Коли ж стортинг спробував запровадити цю реформу в життя односторонньо, Оскар II знов під потужним тиском з боку Швеції рішуче відмовився її затвердити. Кінець кінцем норвезький уряд і стортинг під загрозою військового втручання змушені були 1895 року погодитися на переговори зі Швецією про перегляд унії в цілому.
На той час, незважаючи на поступки з боку Швеції, протиріччя в унії так загострилися, що будь-який компроміс став надалі неможливим. Коли 1898 року переговори були перервані, а норвежці продемонстрували свою незалежність, між іншим, тим, що, порушуючи королівське вето, прибрали символ унії зі свого торговельного прапора, знов зроблено спробу зняти напруження через розв'язання вужчої проблеми — утворення норвезької консульської служби. Але й ці переговори виявилися безрезультатними. Тоді норвежці почали діяти на власну руку. В травні 1905 року стортинг розглянув і прийняв законопроєкт про створення норвезької консульської служби. Після того, як Оскар II знов наклав вето, норвезький коаліційний уряд на чолі з Кристіаном Мікельсеном, створений спеціально для проведення цього закону в життя, пішов у відставку. Оскільки король у такій ситуації не мав можливості сформувати новий норвезький уряд, стортинг 7 червня 1905 року офіційно проголосив, що «унію зі Швецією під правлінням одного короля скасовано, король більше не виконує функції короля Норвегії».
Це означало кінець унії de facto. Але шведський риксдаг відмовився визнати цю односторонню і, на його думку, незаконну постанову стортингу, вимагаючи провести переговори про скасування унії на законній основі й висуваючи у зв'язку з цим низку умов, зокрема, норвежці мали залишити й знищити свої фортеці, збудовані вздовж шведського кордону. На конференції, що відбулася в Карлстаді (Швеція)у вересні 1905 року, після дуже гострих дискусій і мобілізації військових сил обох країн було досягнуто спільної згоди про скасування унії.

### Зовнішня політика
Оскар II мав трохи інші погляди від Карла XV. Він захоплювався новою Німеччиною під проводом такого сильного політика як Отто фон Бісмарк, тож зміна на троні короля означала переорієнтацію шведської зовнішньої політики.
Зв'язки з Німеччиною дедалі пожвавлювалися. Шведська промисловість купувала німецькі товари, у шведських університетах читали німецькі книжки, а шведські офіцери та службовці намагалися бути схожими на своїх колег із Німеччини Вільгельма. Ще в часи франко-прусської війни у пресі лунали окремі голоси в оборону відвертішої пронімецької політики, а протягом 1870-х і 1880-х років таку політику підтримували вже більшість провідних шведських газет.
За таких обставин Оскар II виступив сам ініціатором зміни зовнішньополітичного курсу. Метою шведської зовнішньої політики 1885 року для нього став «німецько-скандинавсько-італійський союз із приєднанням до нього Англії, укладений задля збереження миру, відкритий і на схід, і на захід».
На межі XX ст. і протягом перших його років загроза русифікації Фінляндії, де урядував російський генерал-губернатор Бобриков, ще дужче стимулювала здійснення Швецією пронімецької політики. Російська загроза, що видавалася надто реальною, а також загострення конфліктів із Норвегією робили природною орієнтацію Швеції на Німеччину.
Але водночас сильні елементи всередині робітничого руху, що стрімко розвивався, та ліберальної партії вимагали відмежування від дедалі агресивнішого німецького імперіалізму. Так почали окреслюватися контури політики нейтралітету, що стала характерною для Швеції протягом XX ст.

## Родина

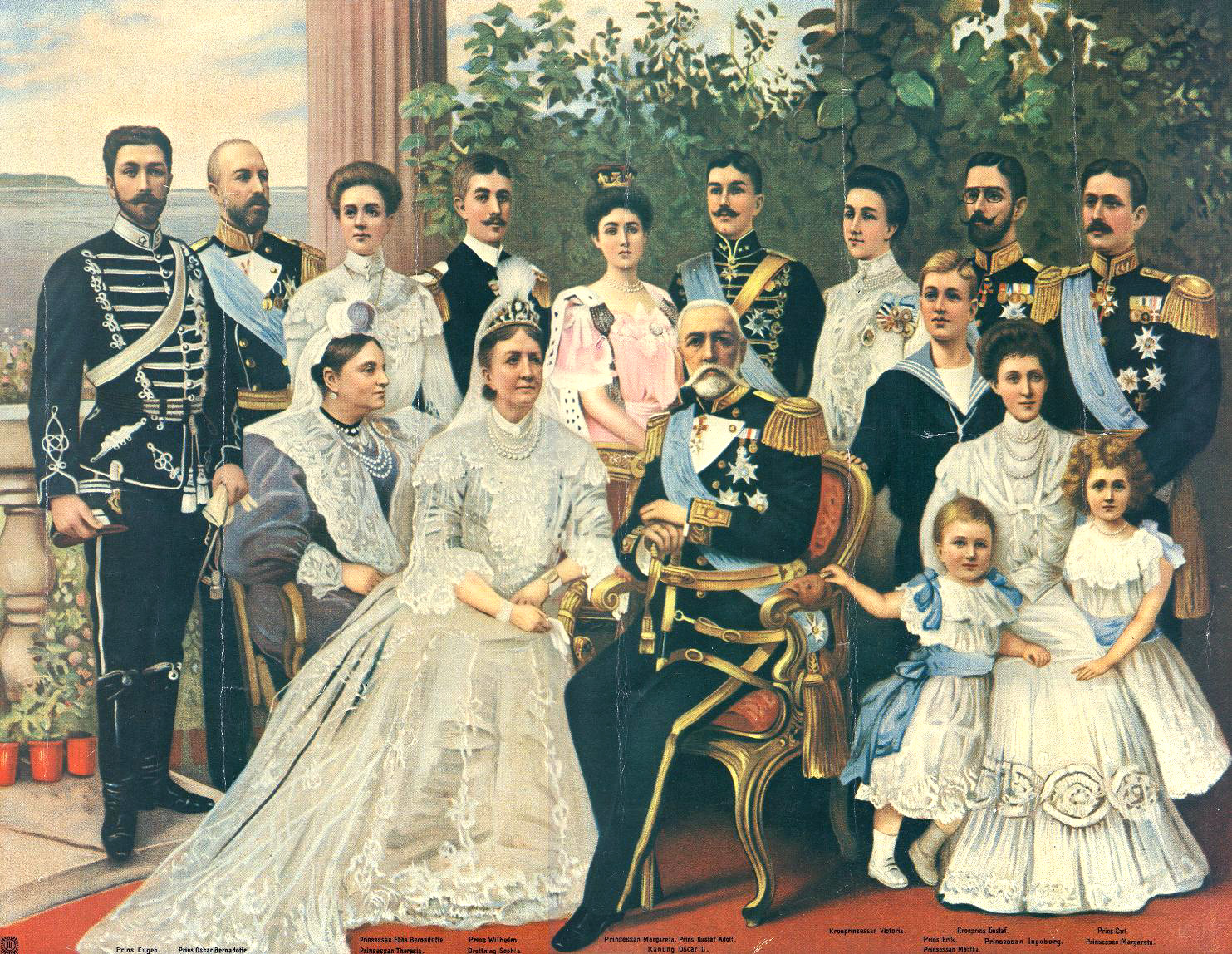
Оскар із родиною у 1905 році

Дружина — Софія (1836—1913), донька Вільгельма, герцога Нассауського
Діти:
- Густав (1858—1950)
- Оскар (1859—1953) — герцог Готландський
- Карл (1861—1951) — герцог Вестерготландський
- Євген (1865—1947) — герцог Нерке